# Asarum maculatum
Asarum maculatum là một loài thực vật có hoa trong họ Aristolochiaceae. Loài này được Nakai mô tả khoa học đầu tiên năm 1914.